# Kościół Najświętszej Marii Panny w Wittenberdze

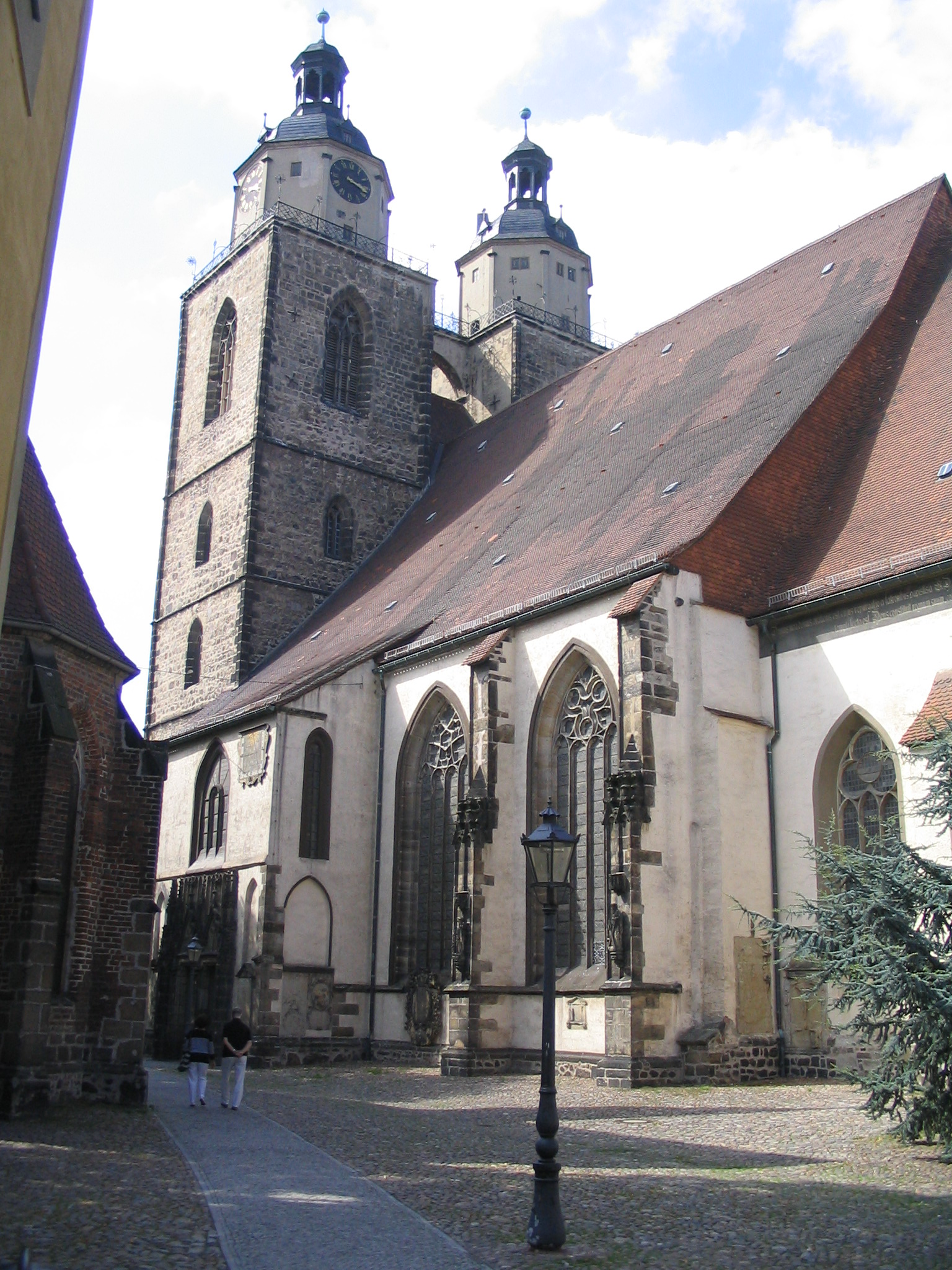
Kościół NMP od strony południowo-wschodniej

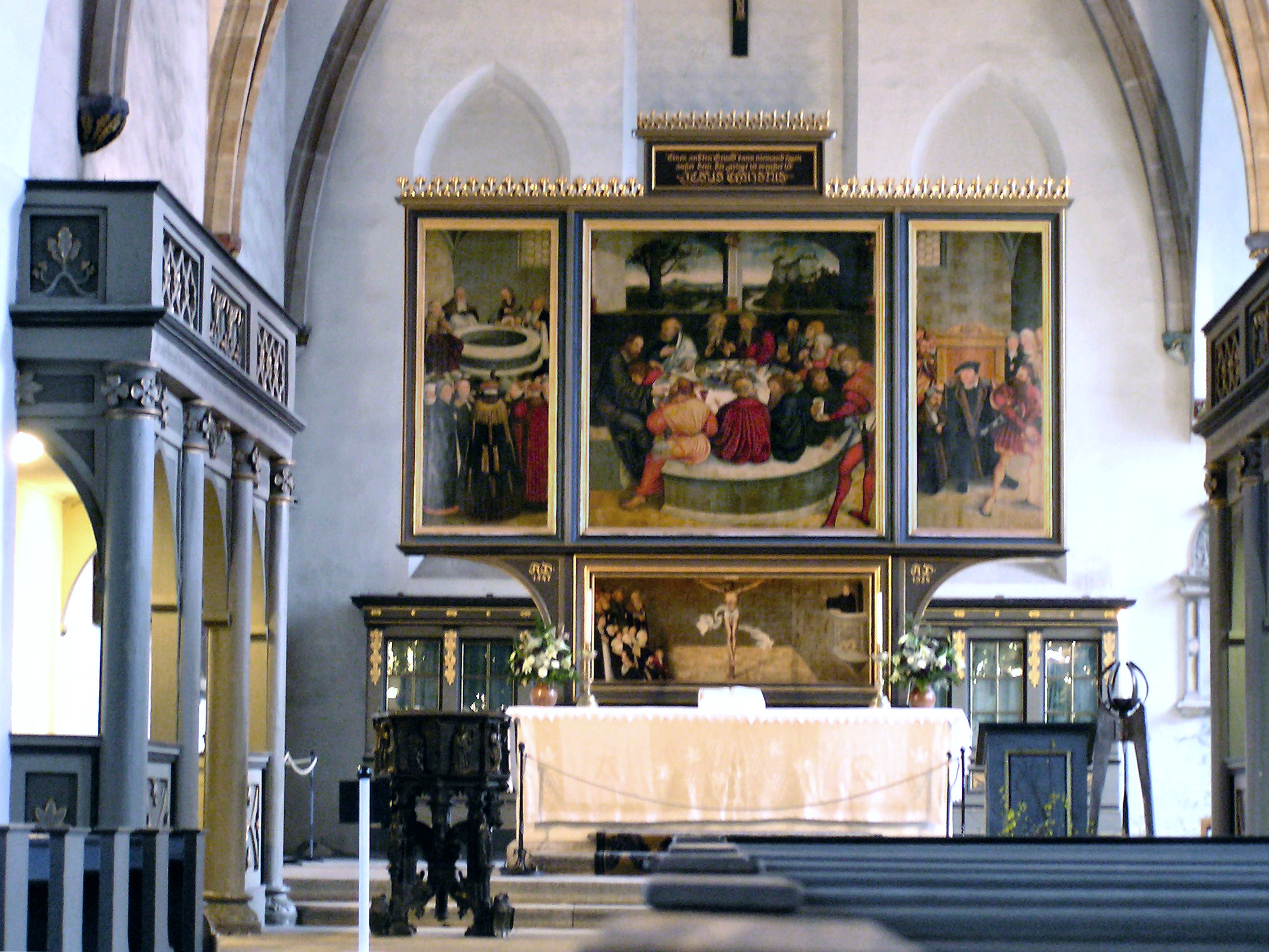
Widok na prezbiterium z chrzcielnicą i ołtarzem głównym z obrazami Cranachów

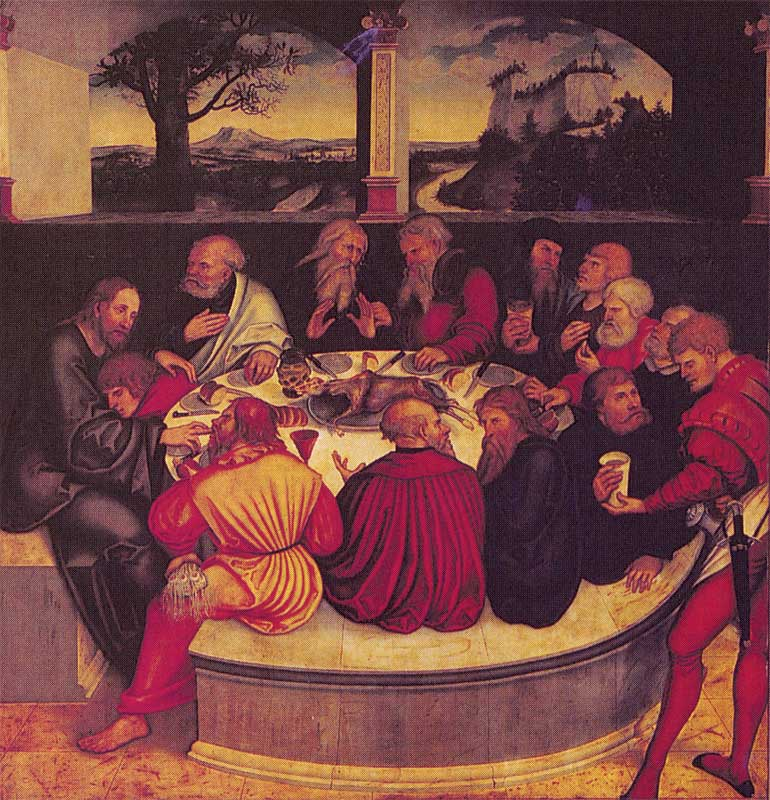
Ostatnia Wieczerza – obraz w części środkowej ołtarza głównego

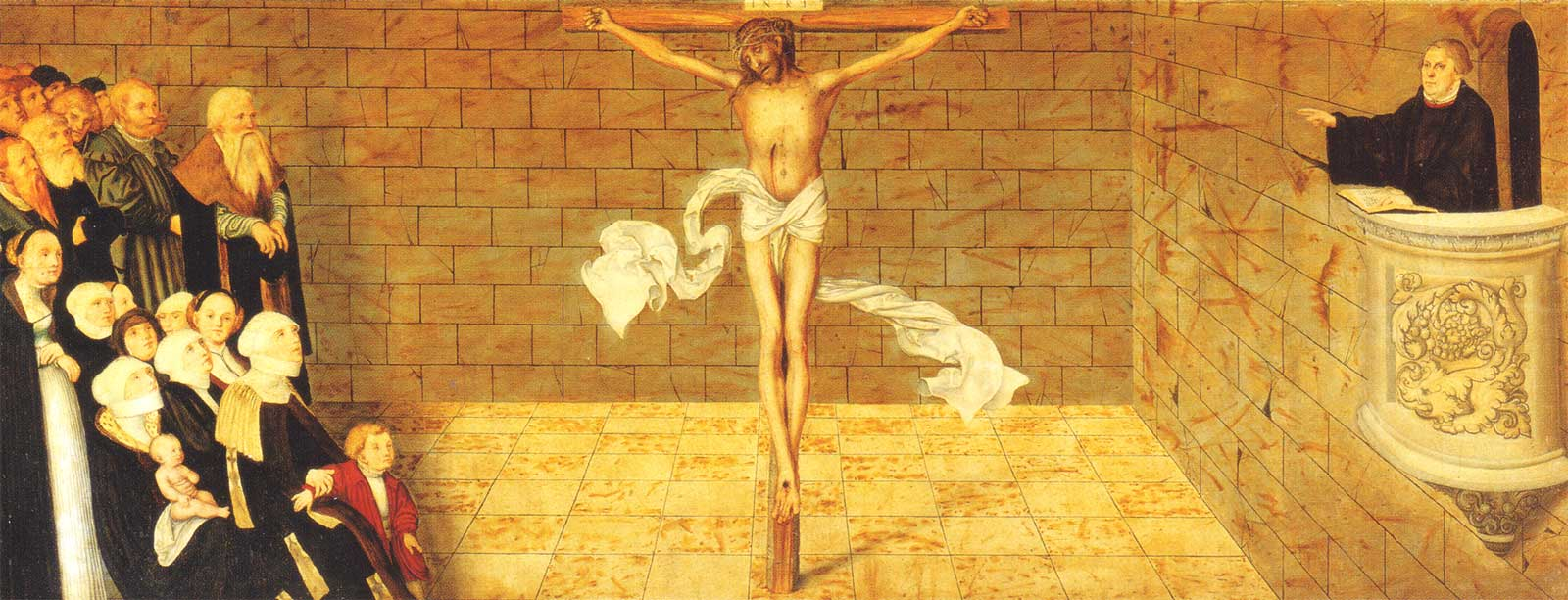
Predella ołtarza głównego. Po prawej stronie Marcin Luter

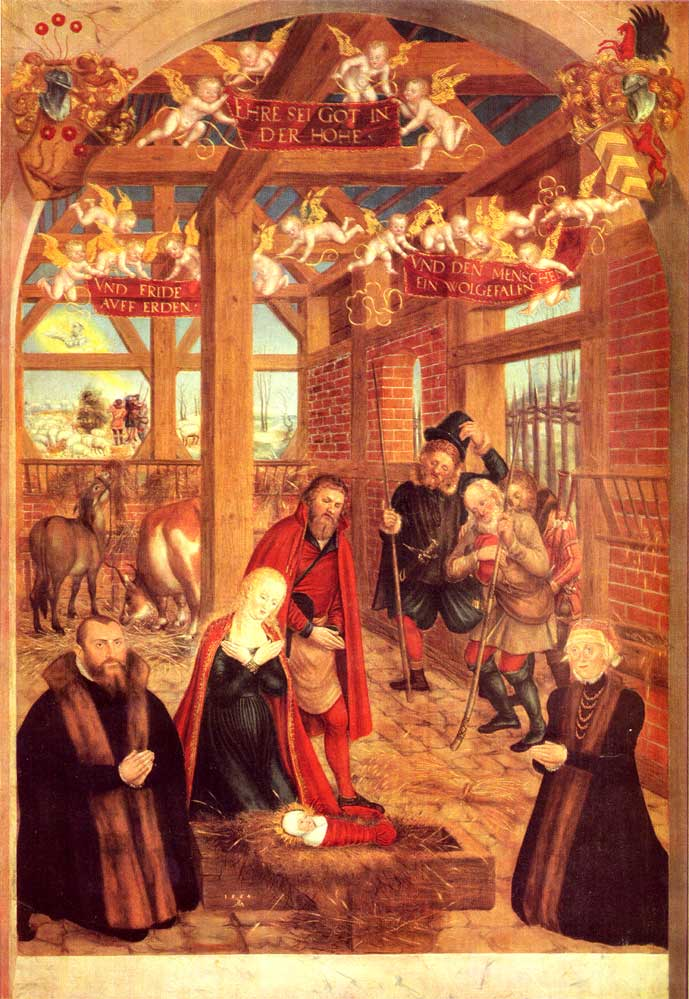
Adoracja Dzieciątka – obraz Lucasa Cranacha Młodszego

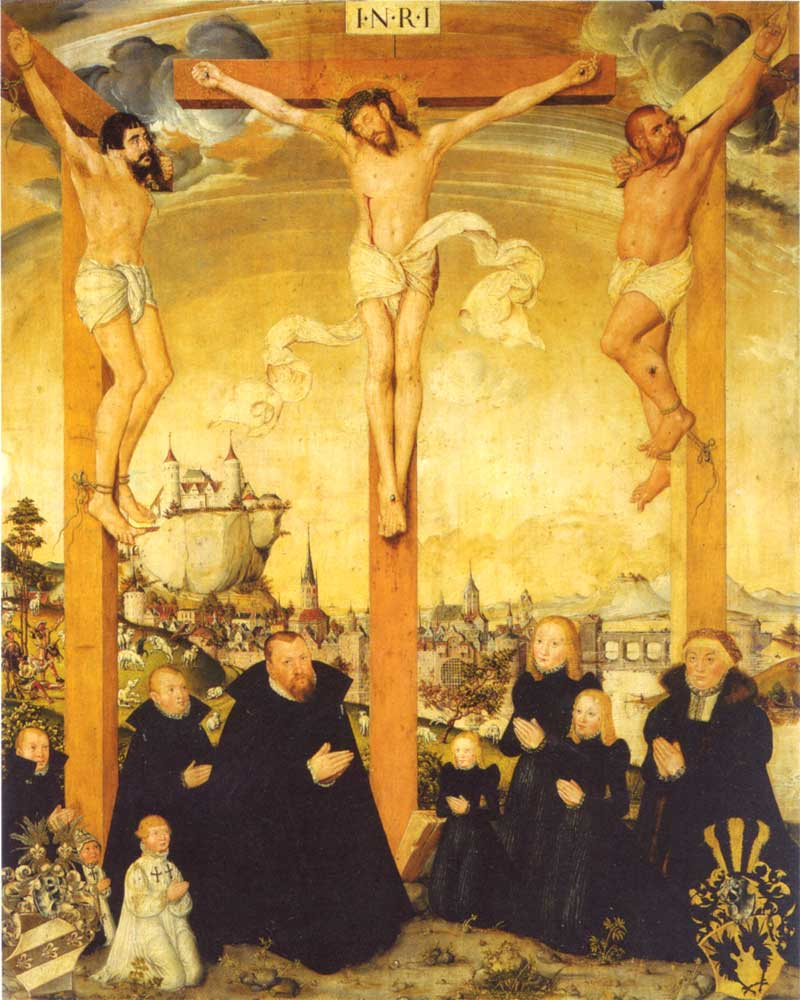
Ukrzyżowanie – obraz Lucasa Cranacha Młodszego

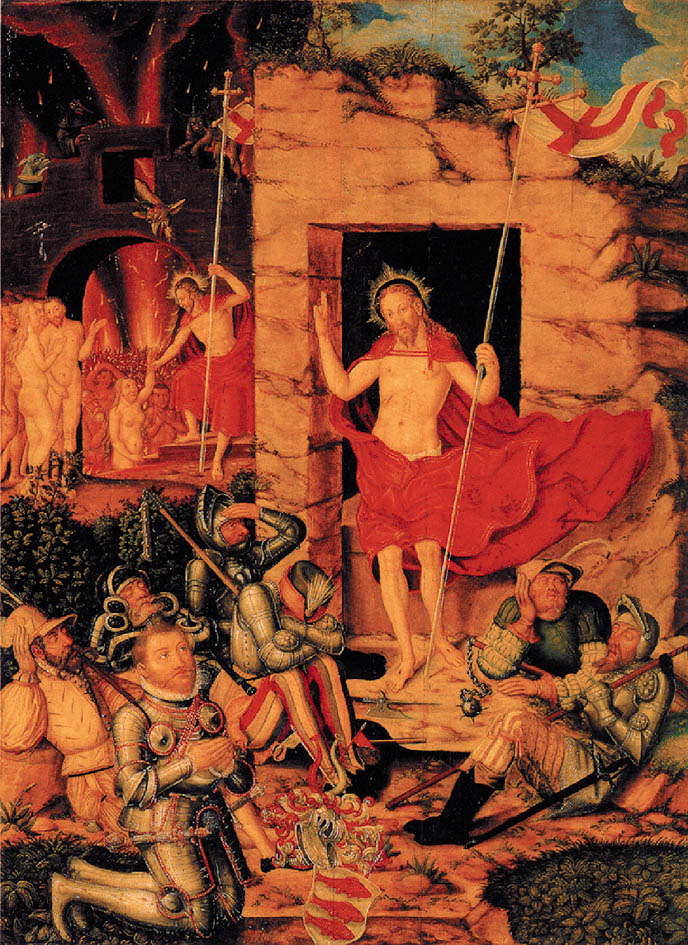
Zmartwychwstanie Pańskie, obraz Augustina Cranacha

Kościół Najświętszej Marii Panny (niem. Stadt- und Pfarrkirche St. Marien zu Wittenberg) – dawny katolicki kościół farny Wittenbergi (Saksonia-Anhalt, Niemcy). Położony nieopodal rynku, wraz z kościołem zamkowym stanowi dominantę w panoramie historycznego miasta. Od XVI wieku kościół luterański, ważne miejsce w początkowych dziejach reformacji w Niemczech, miejsce działalności kaznodziejskiej Marcina Lutra. Świątynia gromadzi liczne dzieła sztuki, przede wszystkim pamiątki z okresu reformacji, m.in. liczne dzieła malarstwa związane z artystycznym rodem Cranachów.

## Dzieje
Pierwsza wzmianka o kościele pochodzi z 1187 r. Kościół ten był rzekomo drewnianą budowlą, należał do diecezji brandenburskiej. Około roku 1280 wzniesiono kościół murowany, pozostałości tej kamiennej budowli są widoczne w obrębie prezbiterium i nawy południowej obecnej świątyni. W XIV wieku kościół rozbudowano, od strony zachodniej otrzymał dwuwieżowy westwerk. W latach 1412–1439 kościół otrzymał obecny halowy korpus, podwyższono wieże zachodnie, które zostały połączone drewnianym mostkiem.
XVI wiek był nowym rozdziałem w dziejach świątyni. Na początku XVI w. Wittenberga miała ok. 2000 mieszkańców. W 1502 r. Fryderyk III założył w mieście uniwersytet, odtąd znaczenie miasta szybko wzrosło, przybyli liczni uczeni, artyści, teologowie, wśród nich augustianin Marcin Luter, który przyjechał do Wittenbergi w 1508 r. jeszcze jako mnich. Kościół stał się miejscem działalności kaznodziejskiej Lutra, już jako reformatora, zaś świątynia mariacka, podobnie jak kościół zamkowy, została przejęta przez luteran. W 1522 r. po zarządzeniu wydanym przez teologa Andreasa Bodensteina dokonano ikonoklazmu – usunięto bądź zniszczono dawny wystrój kościoła. Świątynia stopniowo wzbogacała się w nowy wystrój. Autorami większości obrazów i epitafiów są Cranachowie. Ponadto przy kościele powołano urząd superintendenta, który kierował poszczególnymi parafiami na terenie zachodniej części elektoratu Saksonii (tzw. Kurkreis). Pierwszymi superintendentami Wittenbergi zostali Jan Bugenhagen, a następnie Paul Eber.
W pierwszej ćwierci XIX wieku świątynię gruntownie odnowiono, postawiono m.in. nowe neogotyckie empory, chór muzyczny i ambonę. Kościół był odnawiany w 1928 i 1980/83 r.

## Architektura
Kościół miejski jest gotycką, murowaną, trójnawową halą z wydzielonym prostokątnym prezbiterium. Prezbiterium składa się z trzech przęseł, flankowanych od południa węższą nawą. Od strony północnej przylegają zakrystia i skarbiec. Prezbiterium jest węższe w stosunku do nawy głównej, odsunięte nieco na południe w stosunku do osi. Korpus nawowy czteroprzęsłowy, zamknięty od strony zachodniej dwu wieżowym westwerkiem. Od strony południowej do nawy bocznej przylega niewielka kruchta. Wnętrze jest nakryte sklepieniem krzyżowo-żebrowym (dwa zachodnie przęsła nawy głównej sklepieniem sieciowym), które jest wsparte na masywnych ośmiobocznych filarach. U nasady żeber zachowało się kilka gotyckich wsporników z dekoracją roślinną i przedstawieniami figuralnymi.
Na zewnątrz kościół zachował swój gotycki charakter. Ściany, przeprute dużymi ostrołukowymi oknami z kamiennymi maswerkami, wspierane są przez masywne szkarpy. Od strony wschodniej zachowały się ślady z XIV-wiecznej rozbudowy kościoła – kamienno-ceglana ściana z trzema ostrołukowymi oknami, zwieńczona schodkowym szczytem i niewysoką ośmioboczną wieżyczką.
Na zewnątrz zachowały się trzy gotyckie portale. Portal zachodni z XIV w. posiada tympanon z kamiennymi reliefami przedstawiającymi w dwóch rzędach postaci tronujących świętych, każda z nich umieszczona w ostrołukowej arkadzie. Pośrodku Madonna z Dzieciątkiem. Portale przy północnej ścianie nawy oraz przy kruchcie pochodzą z ok. 1420 r. Ich dekoracja stanowi kombinację typowych dla gotyku elementów architektonicznych, laskowań, wimperg i fial. Ponadto na północnej ścianie zachował się XIV-wieczny relief z przedstawieniem Chrystusa w mandorli jako Sędziego Świata.
Wielokondygnacyjne, kubiczne wieże zachodnie wzniesione są na planie kwadratowym. Każda z nich ma platformę widokową, które połączone są kamiennym mostkiem. Najwyższe kondygnacje obu wież są ośmioboczne, nakryte barokowymi hełmami z latarniami. Środkowa część fasady zachodniej ma ostrołukowe okno oraz rozetę umieszczoną powyżej wejścia.

## Dzwony
Na wieżach zawieszonych są cztery dzwony, w tym trzy zabytkowe: 
| Nr | Nazwa                    | Data odlania | Ludwisarz, miejsce odlewu              | Średnica (mm) | Masa (kg) | Dźwięk (16tel) | Wieża      |
| 1  | Große Glocke             | 1635         | Jacob König, Erfurt                    | 2000          | ~5500     | a0 –5          | Północna   |
| 2  | Sonntagsglocke           | 1583         | Hans Oleman, Magdeburg                 | 1585          | ~2100     | cis1 –2        | Południowa |
| 3  | Marienglocke, Scharnette | 1422         | nieznany                               | 1170          | ~820      | fis1 −8        | Południowa |
| 4  | Orate                    | 2003         | Kunst- und Glockengießerei Lauchhammer | 860           | 342       | h1 −11         | Południowa |

## Dawna kaplica cmentarna
Obok kościoła, przy południowo-wschodnim narożu terenu kościelnego stoi niewielka jednonawowa zamknięta poligonalnie kaplica, która znajdowała się na terenie dawnego cmentarza. Służyła jako kaplica pogrzebowa. Obecnie odbywają się w niej nabożeństwa dla dzieci.

## Wystrój wnętrza kościoła
Obecny wystrój wnętrza pochodzi z renowacji w XIX wieku. Tworzą go empory w nawach bocznych, chór muzyczny z organami oraz ambona.
Najważniejszym dziełem sztuki w kościele jest ołtarz główny znany jako Ołtarz Reformacji (Reformationsaltar) z obrazami Lucasa Cranacha Starszego i Lucasa Cranacha Młodszego. Ołtarz powstał w latach 1539–47. Jest to dwustronnie malowany tryptyk z predellą. Środkową część zajmuje przedstawienie Ostatniej Wieczerzy, natomiast na skrzydłach bocznych sakrament chrztu udzielany przez Philippa Melanchtona oraz spowiedź, gdzie spowiednikiem jest Jan Bugenhagen. Na predelli pośrodku jest ukazany ukrzyżowany Chrystus, zaś po bokach przemawiający z ambony Marcin Luter i grupa wiernych. Na rewersach: w części środkowej scena Zmartwychwstania Pańskiego, na skrzydłach ofiara Abrahama oraz umieszczenie węża na palu przez Mojżesza. Na predelli wątek z Sądu Ostatecznego.
Przed ołtarzem brązowa chrzcielnica, dzieło Petera Vishera Starszego wykonane w 1547 r. w warsztacie w Norymberdze. Na misie oraz na stopie reliefy przedstawiające apostołów.
Na ścianach liczne obrazy i epitafia zawierające podobnie jak ołtarz główny treści ideowe reformacji. Obraz Chrzest Chrystusa dzieło Lucasa Cranacha Młodszego z 1560 ukazuje biblijną scenę adoracji Jezusa przez możnych i duchownych protestanckich odzianych w charakterystyczne dla epoki kostiumy.
Epitafium Paulusa Eberusa zdobi obraz Cranacha Młodszego przedstawiający winobranie – symbolizujące Kościół Chrześcijański. Scena rozgrywa się na wzgórzu porośniętym winną latoroślą, które jest zamknięte ogrodzeniem. Przy bramce stoją dwie grupy, postaci biblijne z Chrystusem na czele oraz duchowni protestanccy.
Również dziełem Lucasa Cranacha jest obraz z 1565 r. przedstawiający Adorację Dzieciątka przez Marię. Obraz ten zdobi epitafium Caspara Niemecka. Epitafium Veita Oertela zdobi obraz przedstawiający Nawrócenie Świętego Pawła pędzla L. Cranacha Młodszego.
Augustin Cranach jest autorem obrazu w epitafium Nikolausa von Seydlitz. Przedstawia on sceny Zstąpienia Chrystusa do otchłani oraz Zmartwychwstanie Pańskie. Dziełem tego samego artysty jest również obraz Ukrzyżowanie.
Ponadto cennymi dziełami rzeźby są epitafia Lucasa Cranacha Młodszego z alabastrowym reliefem przedstawiającym Złożenie do Grobu oraz manierystyczne epitafium Matthiasa von Schulenburga z 1571 r., przykład małej architektury.